# Protogygia demutabilis
Protogygia demutabilis là một loài bướm đêm trong họ Noctuidae.